# Jean Boussod
Alexandre Côme Jean Boussod (Versailles, 26 maggio 1860 – Évreux, 12 agosto 1907) è stato un giocatore di polo francese.

## Carriera
Partecipò al torneo di polo della II Olimpiade di Parigi del 1900. La sua squadra, il Compiègne Polo Club, fu eliminata alla prima partita, ottenendo così la quinta posizione assoluta nel torneo.